# Brualla (Huesca)
Brualla o Aldea Mora es un despoblado español del municipio de Graus, la Ribagorza, provincia de Huesca, Aragón.

## Geografía
Se encuentra a 4 km de Panillo.

### Urbanismo
El núcleo es formado por dos casas, la primera cuenta con un pajar y corral, ⁣ la segunda, ya en ruinas contaba con un pajar. También es formado por una iglesia con cementerio, y una torre defensiva.

## Historia
Durante su historia ha estado poblada y despoblada en varias ocasiones. En el censo de 1900 contaba con 13 habitantes. En la década de 1960 quedó despoblada.

## Topónimo
Se encuentra documentado originalmente como L'Aldea. En el siglo XX fue adquirida por un particular, entonces empezó a denominarse por el apellido de este, Mora.

## Lugares de interés

### Iglesia de San Saturnino
Construcción del s.XIII, de estilo románico cuenta con un cementerio al sureste. De una sola nave con ya derrumbada bóveda de cañón y cabecera curva, la entrada original era de arco de medio punto.

### Torre defensiva
Se trata de una torre defensiva datada del siglo XVI, agrupada en conjunto a la iglesia y el cementerio. De planta cuadrangular y 3 pisos. La planta inferior es abovedada con medio cañón rebajado, probablemente en su origen no tuvo entrada desde el exterior, ya que comunica con el piso superior mediante a un hueco en la bóveda. Para acceder al interior se hace con una escalera de obra adosada al muro.